# Planetes transneptunians

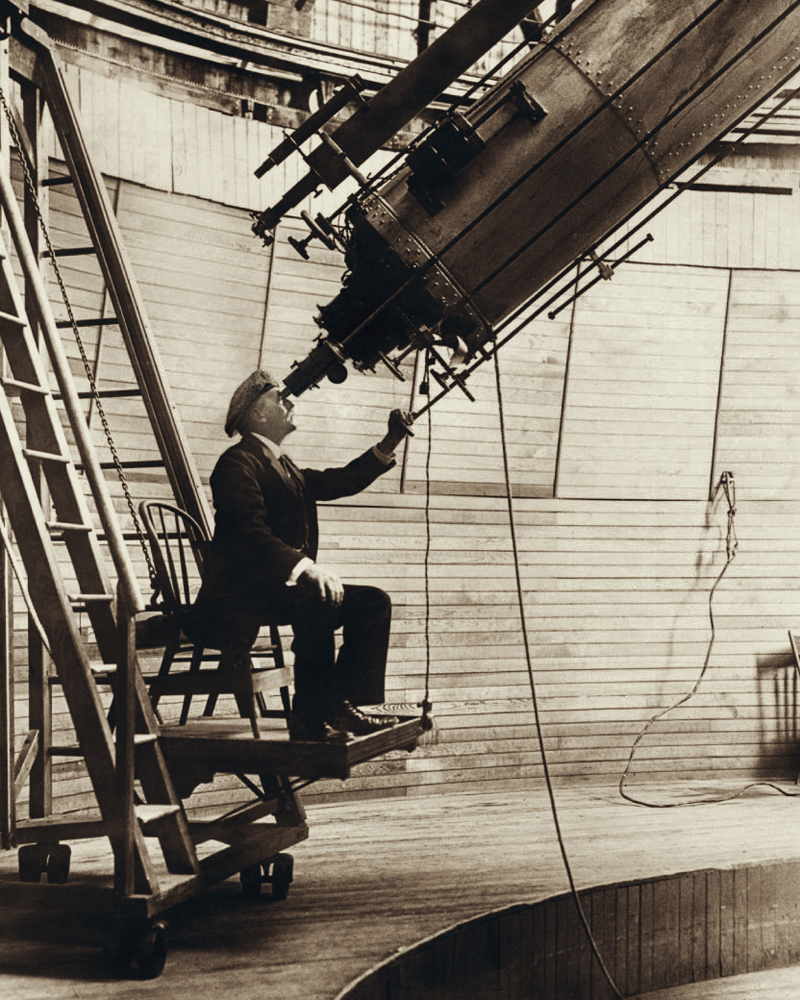
Percival Lowell, iniciador de la hipòtesi del Planeta X.

Després del descobriment del planeta Neptú el 1846, hi va haver una especulació considerable sobre si existia un altre planeta més enllà de la seva òrbita. La cerca va començar a mitjans del segle xix, però va culminar a principis del segle xx amb la recerca per part de Percival Lowell del Planeta X. Lowell va proposar la hipòtesi del Planeta X per explicar discrepàncies aparents a les òrbites dels gegants gasosos, particularment Urà i Neptú, especulant que la gravetat d'un novè planeta gran encara no descobert hauria pogut pertorbar prou Urà com per notar les irregularitats.
El descobriment per Clyde Tombaugh de Plutó el 1930 va semblar corroborar la hipòtesi de Lowell, i Plutó va ser considerat oficialment el novè planeta fins al 2006. El 1978, tanmateix, es va descobrir que Plutó era massa petit perquè la seva gravetat pogués afectar els gegants gasosos, provocant una recerca curta d'un desè planeta. La recerca es va abandonar a principis dels anys noranta, quan un estudi fet per la sonda Voyager 2 va descobrir que les irregularitats observades a l'òrbita d'Urà eren a causa d'una sobreestimació lleugera de la massa de Neptú. Després del 1992, el descobriment de nombrosos objectes amb òrbites similars o més grans que Plutó petits va provocar un debat sobre si Plutó hauria de romandre considerat com a planeta, o si ell i els seus veïns haurien, com els asteroides, de tenir una classificació separada. Tot i que inicialment els membres més grans d'aquest grup es van descriure inicialment com a planetes, el 2006 la Unió Astronòmica Internacional va reclassificar Plutó i els veïns més grans com a planetes nans, deixant només vuït planetes al sistema solar.
Actualment, la comunitat astronòmica està generalment d'acord que el Planeta X no existeix. Tanmateix, el concepte de Planeta X ha estat reviscut per diversos astrònoms per explicar altres anomalies al sistema solar exterior. En la cultura popular, i fins i tot entre alguns astrònoms, el Planeta X ha esdevingut un terme per qualsevol planeta sense descobrir al sistema solar exterior. També s'han suggerit altres planetes transneptunians, basant-se en proves diferents.
El 2014 i el 2016, basant-se en similituds d'òrbites d'un grup d'objectes transneptunians recentment descobert, astrònoms van fer la hipòtesi que existia un planeta que potser tenia deu vegades la massa de la Terra, amb un període d'entre 10.000 i 20.000 anys en una òrbita molt excèntrica que de mitjana està 20 vegades més lluny de Neptú. L'hipotètic planeta ha estat batejat amb el nom de «novè planeta», i ja han començat esforços per poder-ne reproduir la imatge.

## Especulació inicial

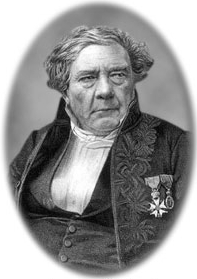
Jacques Babinet, un dels primers a proposar un planeta transneptunià.

Als anys 1840, el matemàtic francès Urbain Le Verrier va utilitzar la mecànica clàssica per analitzar pertorbacions a l'òrbita d'Urà, i va fer la hipòtesi que eren provocades per la influència gravitatòria d'un planeta encara no descobert. Le Verrier va predir la posició d'aquest nou planeta i va enviar els seus càlculs a l'astrònom alemany Johann Gottfried Galle. El 23 de setembre de 1846, la nit següent de la rebuda de la carta, Galle i el seu estudiant Heinrich d'Arrest van descobrir Neptú, exactament on Le Verrier havia predit. Tanmateix, quedaven unes discrepàncies lleugeres sobre les òrbites dels gegants gasosos. Aquestes van indicar l'existència d'un altre planeta orbitant més enllà de Neptú.
Fins i tot abans del descobriment de Neptú, s'especulava que un sol planeta no podria ser suficient per explicar les discrepàncies. El 17 de novembre de 1834, l'astrònom britànic aficionat Thomas John Hussey va informar d'una conversa que havia tingut amb l'astrònom francès Alexis Bouvard a George Biddell Airy, l'astrònom reial britànic. Hussey va comentar que quan havia suggerit a Bouvard que el moviment estrany d'Urà podria ser a causa de la influència gravitatòria d'un planeta per descobrir, Bouvard va contestar que ja se li havia acudit la idea, i que havia coincidit amb Peter Andreas Hansen, director de l'Observatori Seeberg a Gotha, sobre el tema. L'opinió de Hansen era que un sol cos no podia explicar correctament el moviment d'Urà, i va fer la teoria que hi havia dos planetes més enllà d'Urà.
El 1848, Jacques Babinet va posar objeccions als càlculs de Le Verrier, afirmant que la massa observada de Neptú era inferior i la seva òrbita més gran que el que havia predit Le Verrier inicialment. Va postular, basant-se bàsicament en simples restes sobre els càlculs de Le Verrier, que un altre planeta d'aproximadament 12 masses terrestres, que va anomenar "Hiperió", havia d'existir més enllà de Neptú. Le Verrier va denunciar la hipòtesi de Babinet, dient, "No hi ha absolutament res a partir del qual hom pugui determinar la posició d'un altre planeta, a part de les hipòtesis en què la imaginació hi tingui massa a veure."
El 1850 James Ferguson, astrònom ajudant a l'Observatori Naval dels Estats Units, va notar que havia "perdut" una estrella que havia observat, GR1719k, cosa que Lt. Matthew Maury, el superintendent de l'observatori, va interpretar que demostrava que era havia de ser un nou planeta. Tanmateix, recerques posteriors no van tenir èxit en recuperar el "planeta" en una posició diferent, i el 1878, CHF Peters, director de l'observatori de Hamilton College a Nova York, va demostrar que de fet l'estrella no havia desaparegut, i que els resultats anteriors eren a causa d'un error humà.
El 1879, Camille Flammarion va observar que els cometes 1862 III i 1889 III tenien un afeli de 47 i 49 ua, respectivament, suggerint que podrien marcar el radi orbital d'un planeta desconegut que els havia arrossegat a una òrbita eclíptica. L'astrònom Georges Forbes va concloure basant-se en aquests fets que havia d'haver-hi dos planetes més enllà de Neptú. Va calcular, basant-se en el fet que quatre cometes posseïen afelis de prop de 100 ua i d'altres sis tenien afelis de prop de 300 ua, els elements orbitals de dos planetes transneptunians. Aquests elements concordaven amb els que havia fet independentment un altre astrònom anomenat David Peck Todd, suggerint a molts que podria ser vàlid. Tanmateix, els escèptics van argumentar que les òrbites dels cometes implicats encara eren massa incertes per produir resultats significatius.
El 1900 i 1901, el director de l'observatori de Harvard William Henry Pickering va dirigir dues cerques de planetes transneptunians. La primera va la va començar l'astrònom danès Hans Emil Lau que, després d'observar l'òrbita d'Urà de 1690 i 1895, va concloure que un sol planeta transneptunià no podia justificar totes les discrepàncies a l'òrbita, i va postular la posició dels dos planetes que creia que n'eren responsables. La segona va ser iniciada quan Gabriel Dallet va suggerir que un sol planeta transneptunià que es trobés a 47 ua podria provocar el moviment d'Urà. Pickering va estar d'acord amb examinar les plaques de qualsevol astre que se sospités que fos un planeta. En cap cas es va trobar res.
El 1909, Thomas Jefferson Jackson See, un astrònom amb una reputació d'egocèntric i contrari, va opinar que "segur que hi ha un, més probablement dos i possiblement tres planetes més enllà de Neptú". Temptativament va anomenar el primer planeta "Oceanus", i va col·locar respectivament les distàncies a 42, 56 i 72 ua del Sol. Tanmateix, no donar cap indicació de com n'havia determinar l'existència, i no se sap que s'organitzés cap cerca coneguda per localitzar-los.
El 1911, l'astrònom indi Venkatesh P. Ketakar va suggerir l'existència de dos planetes transneptunians, que va anomenar Brahma i Vishnu, aprofitant els patrons observats per Pierre-Simon Laplace als satèl·lits planetaris de Júpiter i aplicant-los als planetes exteriors. Els tres satèl·lits galileians de Júpiter més interiors, Ió, Europa i Ganimedes, es troben en una ressonància complicada d'1:2:4 anomenada ressonància de Laplace. Ketakar va suggerir que Urà, Neptú i els seus hipotètics planetes transneptunians es trobaven en ressonàncies semblants a la de Laplace. Els seus càlculs van predir una distància mitjana per Brahma de 38,95 ua i un període orbital de 242,28 anys terrestres (ressonància 3:4 amb Neptú). Quan es va descobrir Plutó 19 anys més tard, la seva distància mitjana de 39,48 ua i període orbital de 248 anys terrestres eren prou propers a la predicció de Ketakar (de fet Plutó té una ressonància 2:3 amb Neptú). Tanmateix, Ketakar no va fer prediccions per cap altre element orbital que la distància mitjana i període. No és clar del tot com Ketakar va arribar a aquests resultats, i el seu segon planeta, Vishnu, mai no es va localitzar.

## Planeta X
El 1894, amb l'ajuda de William Pickering, Percival Lowell, un aristòcrata de Boston ric, va fundar l'Observatori Lowell a Flagstaff (Arizona). El 1906, convençut que podia resoldre el dilema de l'òrbita d'Urà, va començar un extens proejcte per buscar un planeta transneptunià, que va anomenar Planeta X. L'esperança de Lowell en buscar el Planeta X era establir la seva credibilitat científica, que havia perdut amb la creença que característiques semblants a canals visibles a la superfície de Mart eren canals construïts per una civilització intel·ligent.
La primera cerca de Lowell se centrava en l'eclíptica, el pla abastat pel zodíac on els altres planetes del sistema solar es troben. Utilitzant una càmera fotogràfica de 5 polzades, va examinar manualment unes 200 exposicions de tres hores amb un vidre d'augment, però no va trobar cap planeta. En aquell moment Plutó era massa a dalt de l'eclíptica per poder ser captat a la cerca. Després de revisar les localitzacions possibles que havia predit, Lowell va iniciar una segona recerca entre el 1914 i el 1916. El 1915 va publicar la seva Memòria d'un planeta transneptunià, en què va concloure que el Planeta X tenia una massa aproximadament set vegades la de la Terra—al voltant de la meitat de la de Neptú—i una distància mitjana del Sol de 43 ua. Va assumir que el Planeta X seria un objecte gran, poc dens i amb molt albedo, com els altres gegants gasosos. Com a resultat mostraria un disc amb un diàmetre d'un segon d'arc i una magnitud aparent d'entre 12 i 13—prou brillant per localitzar-se.
Separadament, el 1908, Pickering va anunciar que, analitzant "plecs" de l'òrbita d'Urà, havia trobat proves d'un novè planeta. El seu planeta hipotètic, que va anomenar "Planeta O", (perquè venia després de la N de Neptú) posseïa un radi orbital mitjà de 51,9 ua i un període orbital de 373,5 anys. Tanmateix, les làmines fetes al seu observatori a Arequipa, Perú no van mostrar proves del planeta predit, i l'astrònom britànic PH Cowell va mostrar que els "plecs" observats a l'òrbita d'Urà desapareixien virtualment un cop el desplaçament de longitud del planeta es tenia en compte. El mateix Lowell, malgrat la seva relació propera amb Pickering, va desestimar la hipòtesi del Planeta O, dient, "Aquest planeta està molt ben deisgnat com a "0", per això no és res." Sense que Pickering ho sabés, quatre de les làmines fotogràfiques fetes en la recerca del "Planeta O" pels astrònoms de l'observatori del Mont Wilson el 1919 van, de fet, capturar Plutó, tot i que això es va reconèixer anys després. Pickering va continuar suggerint molts altres planetes transneptunians possibles després del 1932, que va anomenar P, Q, R, S, T and U, però cap d'ells mai va ser detectat.

### Descobriment de Plutó

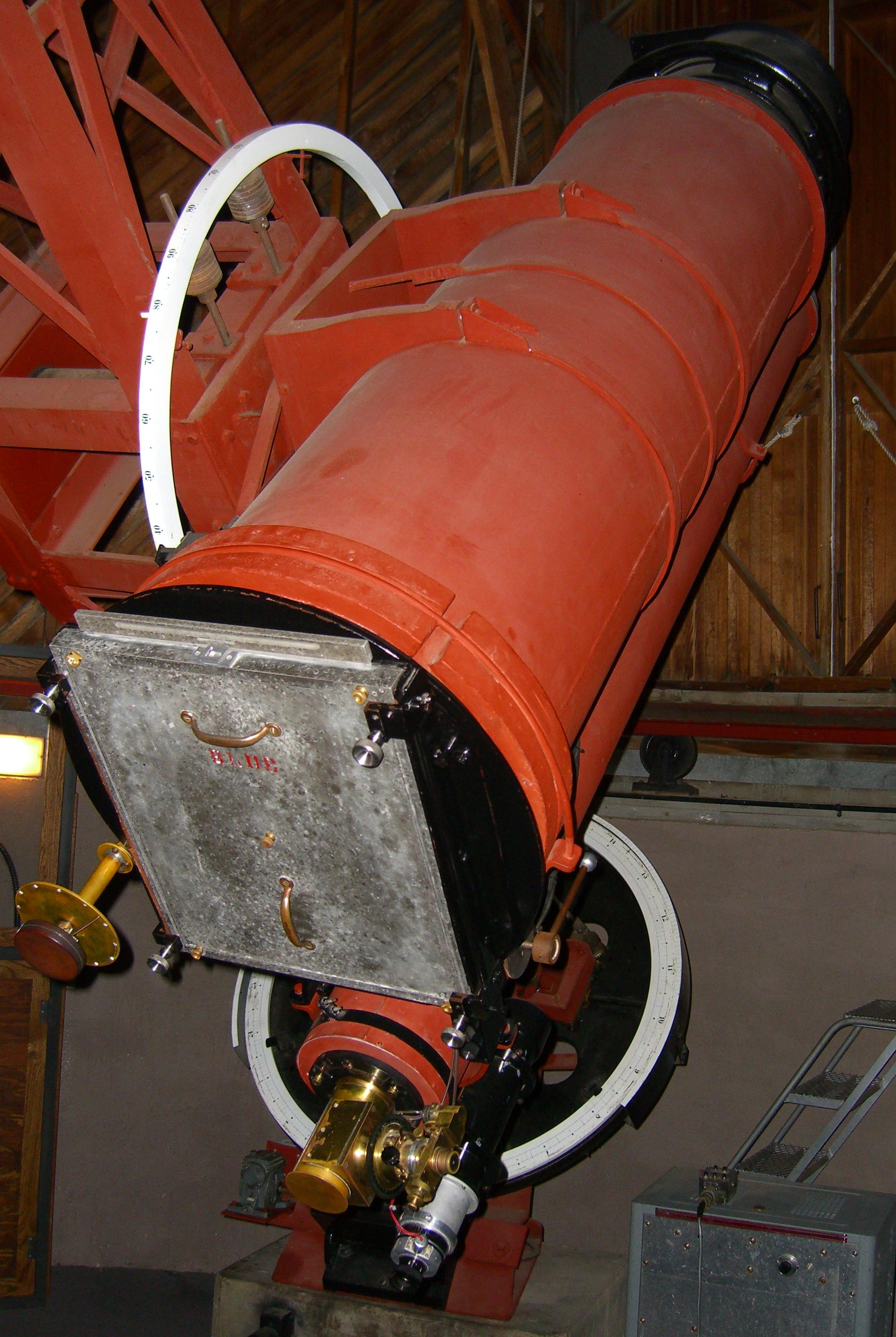
Astrògraf que va utilitzar Clyde Tombaugh per descobrir Plutó.

La mort sobtada de Lowell el 1916 va aturar temporalment la cerca del Planeta X. No tenir èxit en trobar el planeta, d'acord amb un amic seu, "el va matar virtualment". Constance Lowell, vídua de Percival Lowell, va implicar l'observatori en una batalla legal llarga per assegurar-se la seva part d'un milió de dòlars del llegat de Lowell per ella, que va fer que no es pogués continuar la cerca fins al cap d'uns anys. El 1925, l'observatori va obtenir discos de vidre per un nou telescopi de 13 polzades amb un camp de visió ample, construït amb fons de George Lowell, germà de Percival. El 1929 el director de l'observatori, Vesto Melvin Slipher, va encomanar la feina de localitzar el planeta a Clyde Tombaugh, un granger de Kansas amb 22 anys que acabava d'arribar a l'observatori Lowell després que Slipher hagués quedat impressionat per una mostra dels seus dibuixos astronòmics.
La feina de Tombaugh era capturar sistemàticament seccions del cel nocturn en parelles d'imatges. Cada imatge en parella es deixava dues setmanes. Llavors col·locava les dues imatges de cada secció a una màquina anomenada microscopi de parpelleig, que intercanviant les imatges ràpidament creava una il·lusió de "time-lapse" del moviment de qualsevol cos planetari. Per reduir les possibilitats que un objecte que es mogués més ràpid (i per tant més a prop) es confongués com al nou planeta, Tombaugh cartografiava cada regió a prop del seu punt d'oposició, a 180 graus del Sol, on el moviment retrògrad aparent per objectes més enllà de l'òrbita de la Terra és més gran. També va agafar una tercera imatge com a control per eliminar resultats falsos provocats per defectes a una placa individual. Tombaugh va decidir capturar el zodíac sencer, en lloc de centrar-se a les regions que Lowell havia suggerit.
A principis del 1930, la cerca de Tombaugh havia arribat a la constel·lació de Gèmini. El 18 de febrer de 1930, després de buscar aproximadament un any i examinar gairebé 2 milions d'estrelles, Tombaugh va descobrir un objecte en moviment a les làmines fotogràfiques capturades el 23 de gener i el 29 de gener d'aquell any. Una fotografia amb menys qualitat feta el 21 de gener va confirmar el moviment. Després de confirmar-se, Tombaugh va anar a l'oficina de Slipher i va declarar, "Doctor Slipher, he trobat el seu Planeta X." L'objecte es trobava només a sis graus d'una de les dues localitzacions pel Planeta X que Lowell havia suggerit, per tant sembla que al final havia estat vindicat. Després l'observatori va obtenir fotografies per comprovar, i la notícia del descobriment es va telegrafiar a l'observatori de Harvard College el 13 de març de 1930. El nou objecte es trobaria més tard en fotografies del 13 de març de 1915. La decisió d'anomenar l'objecte Plutó tenia la intenció d'honorar en part Percival Lowell, ja que les seves inicials eren les dues primeres lletres. Després de descobrir Plutó, Tombaugh va continuar la cerca a l'eclíptica d'altres objectes distants. Va trobar centenars d'estrelles variables i asteroides, de la mateixa manera que dos cometes, però cap altre planeta.

### Plutó perd el títol de Planeta X

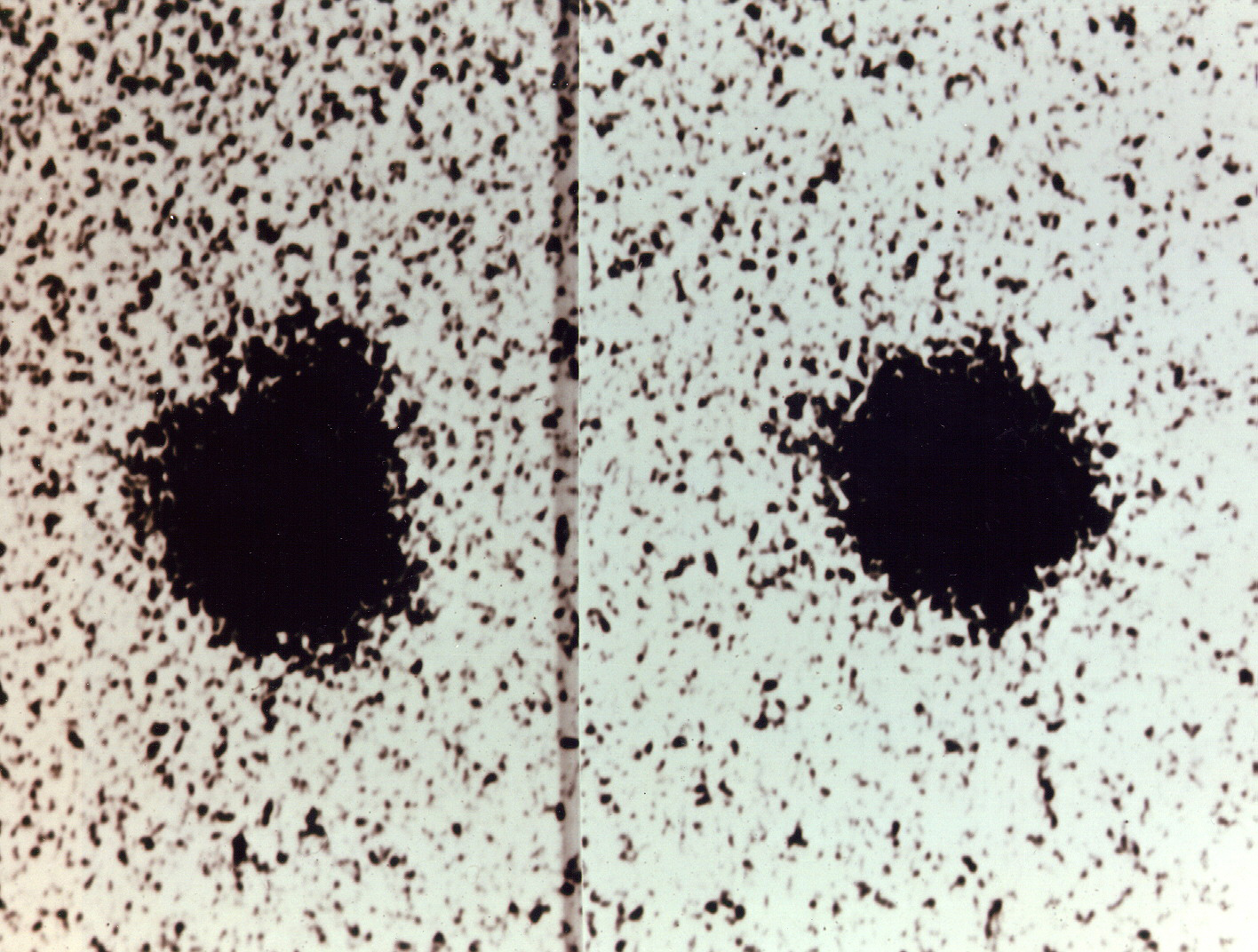
Imatge del descobriment de Caront

Decebent i sorprenent l'observatori, Plutó no mostrava cap disc visible; apareixia com un punt, que no era diferent que una estrella, i, amb només magnitud 15, era sis vegades més dèbil que el que Lowell havia predit, que significava que era o bé molt petit, o molt fosc. Com que els astrònoms de Lowell creien que Plutó era prou massiu com per pertorbar els planetes, van assumir que havia de tenir una albedo de 0,07 (significant que només reflectia el 7% de la llum que hi arribava); aproximadament tan fosc com l'asfalt i similar al de Mercuri, el planeta menys reflectiu conegut. Això donaria a Plutó un diàmetre assumit d'uns 8.000 quilòmetres, o aproximadament el 60% del de la Terra. Les observacions també van revelar que l'òrbita de Plutó era molt el·líptica, molt més que qualsevol altre planeta. L'astrònom Armin O. Leuschner va disputar l'estat de Plutó, suggerint que la seva feblesa i gran excentricitat orbital el feien més similar a un asteroide o cometa; "El resultat de Lowell confirma l'excentricitat alta possible anunciada per nosaltres el 5 d'abril. Entre les possibilitats hi ha un asteroide molt pertorbat a la seva òrbita per una aproximació pròxima a un planeta gran com per exemple Júpiter, o un dels molts objectes planetaris de llarg període que encara s'han de descobrir, o un objecte cometari brillant."
A mitjans del segle xx, les aproximacions de la massa de Plutó es van revisar a la baixa. El 1931, Nicholson and Mayall van calcular la seva massa, basant-se en el seu suposat efecte sobre els gegants gasosos, com a més o menys la de la Terra, mentre que el 1949, mesures del diàmetre de Plutó van portar a la conclusió que tenia una mida entre Mercuri i Mart i que la seva massa era més probablement el 0,1 de la de la Terra. Dale Cruikshank, Carl Pilcher i David Morrison de la Universitat de Hawaii van analitzar l'espectre de la superfície de Plutó el 1976 i van determinar que havia de contenir gel de metà, que és molt reflectiu. Això significava que Plutó, lluny de ser fosc, era de fet excepcionalment brillant i, per tant, era possiblement no més que el 0,01 de la massa de la Terra.
| Any  | Massa               | Notes                           |
| ---- | ------------------- | ------------------------------- |
| 1931 | 1 Terra             | Nicholson & Mayall              |
| 1948 | .1 (1/10 Terra)     | Kuiper                          |
| 1976 | .01 (1/100 Terra)   | Cruikshank, Pilcher, & Morrison |
| 1978 | .002 (2/1000 Terra) | Christy & Harrington            |

La mida de Plutó es va determinar finalment i conclusiva el 1978, quan l'astrònom americà James W. Christy va descobrir el satèl·lit Caront. Això li va permetre, juntament amb Robert Sutton Harrington de l'Observatori Naval dels Estats Units, mesurar la massa del sistema Plutó-Caront directament observant el moviment orbital de la lluna al voltant de Plutó. Van determinar que la massa de Plutó era 1,31×1022 kg; aproximadament un cinc-centè de la de la Terra o una sisena part de la de la Lluna, i massa petit per provocar les discrepàncies a les òrbites dels planetes exteriors. La "predicció" de Lowell havia estat una coincidència; si hi havia un Planeta X, no era Plutó.

### Més cerques pel Planeta/es X
Després del 1978, cert nombre d'astrònoms van continuar la cerca pel Planeta X de Lowell, convençuts que, com que Plutó ja no era un candidat viable, un desè planeta no vist havia d'estar pertorbant els planetes exteriors.
Als anys 80 i 90, Robert Harrington va dirigir una cerca per determinar la causa real de les irregularitats aparents. Va calcular que qualsevol Planeta X estaria a aproximadament tres vegades la distància de Neptú del Sol; la seva òrbita seria molt excèntrica, i molt inclinada respecte a l'eclíptica—l'òrbita del planeta estaria a aproximadament un angle de 32 graus del pla orbital dels altres planetes coneguts. Aquesta hipòtesi va ser rebuda amb opinions barrejades. L'escèptic sobre el Planeta X Brian Marsden del Minor Planet Center de la Universitat Harvard va assenyalar que aquestes discrepàncies eren cent vegades més petites que el que havia pensat Le Verrier, i que podrien ser fàcilment a causa d'un error d'observació.
El 1972, Joseph Brady del Lawrence Livermore National Laboratory va estudiar irregularitats al moviment del Cometa de Halley. Brady va afirmar que podrien ser provocades per un planeta de la mida de Júpiter més enllà de Neptú que seria a una òrbita retrògrada al voltant del Sol. Tanmateix, Marsden i el proponent del Planeta X P. Kenneth Seidelmann van atacar la hipòtesi, mostrant que el Cometa de Halley expulsa aleatòriament i irregular raigs de material, provocant canvis a la seva pròpia trajectòria orbital, i que un objecte tan massiu com el Planeta X de Brady hauria afectat molt les òrbites dels planetes exteriors coneguts.
Malgrat que la missió no incloïa una cerca pel Planeta X, l'observatori espacial IRAS va omplir titulars el 1983 a causa d'«un objecte desconegut» que inicialment es va descriure com a «possiblement tan gran com el planeta gegant Júpiter i possiblement tan a prop de la Terra que seria part d'aquest sistema solar». Tanmateix, anàlisis posteriors van revelar que dels molts objectes sense identificar, nou eren galàxies distants i el desè era un «cirrus interestelar»; així que cap era un cos del sistema solar.
El 1988, Jackson i Killen van estudiar l'estabilitat de la ressonància de Plutó amb Neptú col·locant «Planetes X» de prova amb diverses masses i diferents distàncies de Plutó. Les òrbites de Plutó i Neptú es troben en una ressonància 3:2 que en prevé la col·lisió o fins i tot cap aproximació propera, sense tenir en compte la seva separació a la dimensió z. Es va descobrir que la massa de l'objecte hipotètic havia de superar 5 masses terrestres per trencar la ressonància, tanmateix el paràmetre espai és força gran i una gran varietat d'objectes haurien pogut existir més enllà de Plutó i no destorbaven la ressonància. Quatre òrbites de prova d'un planeta transplutonià han estat integrades quatre milions d'anys posteriors per determinar els efectes d'un cos a l'estabilitat de la ressonància 3:2 de Neptú-Plutó. Els planetes més enllà de Plutó amb masses de 0,1 i 1 massa terrestre a òrbites a 48,3 ua i 75,5 ua, respectivament, no destorben la ressonància 3:2. Planetes de prova amb 5 masses terrestres amb eixos semimajors de 52,5 i 62,5 ua trenquen la libració de quatre milions d'anys de l'argument del periheli de Plutó.

### Planeta X desmentit
Harrington va morir el gener de 1993, sense haver trobat el Planeta X. Sis mesos abans, Myles Standish havia utilitzat dades del sobrevol del Voyager 2 de Neptú el 1989, que havia revisat la massa total del planeta un 0,5% a la baixa—una quantitat similar a la massa de Mart—per recalcular el seu efecte gravitatori sobre Urà. Quan es va utilitzar la massa de Neptú determinada feia poc al Jet Propulsion Laboratory Developmental Ephemeris (JPL DE), les suposades discrepàncies a l'òrbita d'Urà, i amb elles la necessitat d'un Planeta X, van desaparèixer. A més a més, no hi ha discrepàncies a les trajectòries de cap sonda espacial com el Pioneer 10, Pioneer 11, Voyager 1 i el Voyager 2 que es puguin atribuir a la força gravitatòria d'un objecte gran i sense descobrir al sistema solar exterior. Actualment, la majoria dels astrònoms estan d'acord que el Planeta X, com Lowell el definia, no existeix.

## Descobriment de més objectes transneptunians
Després del descobriment de Plutó i Caront, no es van descobrir més objectes transneptunians fins (15760) 1992 QB1 al 1992. Des de llavors, tanmateix, se n'han observat centenars. Es reconeix que la majoria d'aquests objectes formen part del cinturó de Kuiper, un conjunt de cossos glaçats que orbiten a prop del pla de l'eclíptica més enllà de Neptú. Tot i que cap d'aquests era més gran que Plutó, alguns d'aquests objectes transneptunians distants, com Sedna, es van descriure inicialment a la premsa com a "nous planetes".
El 2005, l'astrònom Mike Brown i el seu equip van anunciar el descobriment de 2003 UB313 (més tard anomenat Eris en honor de la deessa grega de la discòrdia i la baralla), un objecte transneptunià una mica més gran que Plutó. Poc després, una nota de premsa del Jet Propulsion Laboratory de la NASA va descriure l'objecte com el "desè planeta".